# Paulinho (Fußballspieler, 1988)
Paulinho, bürgerlich José Paulo Bezerra Maciel Júnior (* 25. Juli 1988 in São Paulo), ist ein ehemaliger brasilianischer Fußballspieler. Der Mittelfeldspieler spielte zuletzt für Corinthians São Paulo.

## Karriere

### Vereine
Paulinho begann mit dem Fußballspielen in seiner Heimatstadt bei Portuguesa São Paulo und spielte dann für Pão de Açúcar EC. Diese verliehen ihn Anfang 2006 zu Juventus São Paulo.
Im Sommer 2006 wurde er im Alter von 18 Jahren für ein Jahr an den litauischen Erstligisten FC Vilnius verliehen. Dort kam er am 29. Juni 2006 zu seinem ersten Einsatz im Profifußball, als er im Heimspiel und Derby gegen Vėtra Vilnius (0:0) in der Startelf stand. Insgesamt kam er in einem Jahr zu 38 Einsätzen und erzielte fünf Tore.
Nach einem Jahr wurde er von Pão de Açúcar EC für die Spielzeit 2007/08 an den polnischen Erstligisten ŁKS Łódź ausgeliehen. Dort kam er zu 17 Einsätzen, erzielte aber kein Tor.
Nach seiner Rückkehr nach Brasilien im Sommer 2008 war er zunächst für Pão de Açúcar EC aktiv, bevor er im Juni 2009 für ein Jahr an den brasilianischen Zweitligisten CA Bragantino ausgeliehen wurde. Dort erzielte er in 28 Spielen sechs Tore.
Im Sommer 2010 wurde er dann vom Erstligisten Corinthians São Paulo ausgeliehen. Während er in der Saison 2010 noch größtenteils als Einwechselspieler zum Einsatz kam, war er ab der Saison 2011 Stammspieler. Im Jahr 2011 wurde er mit Corinthians Meister, er gewann die Copa Libertadores 2012 und die FIFA-Klub-Weltmeisterschaft 2012.
Nach guten Leistungen im FIFA-Konföderationen-Pokal 2013 wechselte Paulinho zur Saison 2013/14 in die englische Premier League zu Tottenham Hotspur. Dort überzeugte er auf Anhieb, bis er negativ im Spiel gegen den FC Liverpool bei der 0:5-Niederlage auffiel, als er eine Rote Karte bekam.
Im Sommer 2015 wechselte Paulinho in die Chinese Super League zu Guangzhou Evergrande. Dort traf er auf seinen ehemaligen Nationaltrainer Luiz Felipe Scolari.
Im August 2017 wechselte Paulinho für 40 Millionen Euro in die spanische Primera División zum FC Barcelona. Er unterschrieb einen Vertrag mit einer Laufzeit bis zum 30. Juni 2021, dessen Ausstiegsklausel bei 120 Millionen Euro lag. In der Saison 2017/18 entwickelte er sich unter dem Trainer Ernesto Valverde zum Stammspieler und steuerte neun Tore in 34 Ligaeinsätzen zum Gewinn der Meisterschaft bei. Zudem gewann er mit dem FC Barcelona den spanischen Pokal, die Copa del Rey, wobei er in sechs Spielen zum Einsatz kam.
Anfang Juli 2018 kehrte Paulinho zunächst auf Leihbasis zu Guangzhou Evergrande zurück. Bis zum Ende der Saison 2018 kam er in 19 Ligaspielen zum Einsatz, in denen er 13 Treffer erzielte. Im Januar 2019 erwarb Guangzhou Evergrande schließlich per Option auch die Transferrechte an Paulinho.
Zur Saison 2021/22 wechselte er zu al-Ahli nach Saudi-Arabien. Nach 58 Tagen und vier von ihm bestrittenen Partien, löste er diesen Vertrag jedoch wieder auf. Im Dezember 2021 wurde seine Rückkehr zu Corinthians zur Saison 2022 bekannt. Der Vertrag erhielt eine Laufzeit über zwei Jahre.
Im September 2024 beendete er seine aktive Karriere.

### Nationalmannschaft
Anfang September 2011 wurde Paulinho das erste Mal vom Nationaltrainer Mano Menezes für die brasilianische Fußballnationalmannschaft nominiert. Am 15. September 2011 kam er im Hinspiel der Copa Roca gegen Argentinien (0:0) zu seinem Debüt im Nationaldress, als er in der Startelf stand.

## Erfolge
Nationalmannschaft
- Weltmeisterschafts-Vierter: 2014
- FIFA-Konföderationen-Pokal: 2013

Corinthians
- Brasilianischer Meister: 2011
- Copa Libertadores: 2012
- FIFA-Klub-Weltmeisterschaft: 2012
- Staatsmeisterschaft von São Paulo: 2013

Barcelona
- Spanischer Meister: 2018
- Spanischer Pokalsieger: 2018

Guangzhou
- Chinesischer Meister: 2015, 2016, 2019
- AFC Champions League: 2015
- Chinesischer Pokalsieger: 2016
- Chinesischer Supercup: 2016, 2017[8]

## Auszeichnungen
- Chinese Super League Team of the Year: 2016
- Chinese Super League Player of the Year: 2019[9]